# Anthony Mancinelli
Anthony Mancinelli (sinh 2 tháng 3 năm 1911) là một người Mỹ gốc Ý sống thọ trên 100 tuổi và được công nhận là người thợ cắt tóc cao tuổi nhất thế giới.

## Tiểu sử
Anthony Mancinelli sinh tại Montemilone, Potenza, Ý. Ông nhập cư tới New York, Mỹ cùng gia đình năm 1919 khi còn là một đứa trẻ. Cha ông làm công nhân, phải nuôi một gia đình một vợ và tám đứa con (bảy trai một gái) với chỉ 25 đô la một tuần. Vì vậy Mancinelli bắt đầu phụ việc cho một tiệm cắt tóc địa phương vào năm 11 tuổi. Đến năm 12 tuổi ông bỏ học để làm việc thợ cạo toàn thời gian và mở một tiệm cắt tóc riêng vào năm 19 tuổi.
Mancinelli được kỷ lục thế giới Guinness công nhận danh hiệu "Người thợ cắt tóc cao tuổi nhất thế giới" vào năm 2007, khi ông 96 tuổi. Đến thời điểm năm 2018, khi đã 107 tuổi, ông vẫn tiếp tục công việc của mình, làm việc 8 giờ một ngày và năm ngày một tuần.

## Đời tư
Mancinelli có vợ là Carmella, đã mất năm 2004 sau 69 năm chung sống và một con trai, Bob, sinh năm 1937.